# Nova Records
Nova Records — українська музична компанія, створена 1997 року.
Першим релізом, який був виданий на «Nova Records», став альбом «Фарби» співачки Ірини Білик.
Серед українських артистів, які працювали з компанією були Скрябін, Green Grey, Дмитро Клімашенко, Друга Ріка, Каріна Плай, Олександр Пономарьов та ін. Океан Ельзи видали на Nova Records свої перші два альбоми.
Лейбл також займався ліцензуванням альбомів російських виконавців, на кшталт гурту Моральный Кодекс.
Компанія була розформована у 2001 році.